# 6700 Kubišová
6700 Kubišová è un asteroide della fascia principale. Scoperto nel 1988, presenta un'orbita caratterizzata da un semiasse maggiore pari a 2,6282793 UA e da un'eccentricità di 0,0950051, inclinata di 6,06917° rispetto all'eclittica.
L'asteroide è dedicato alla cantante ceca Marta Kubišová.